# Cohors III Britannorum

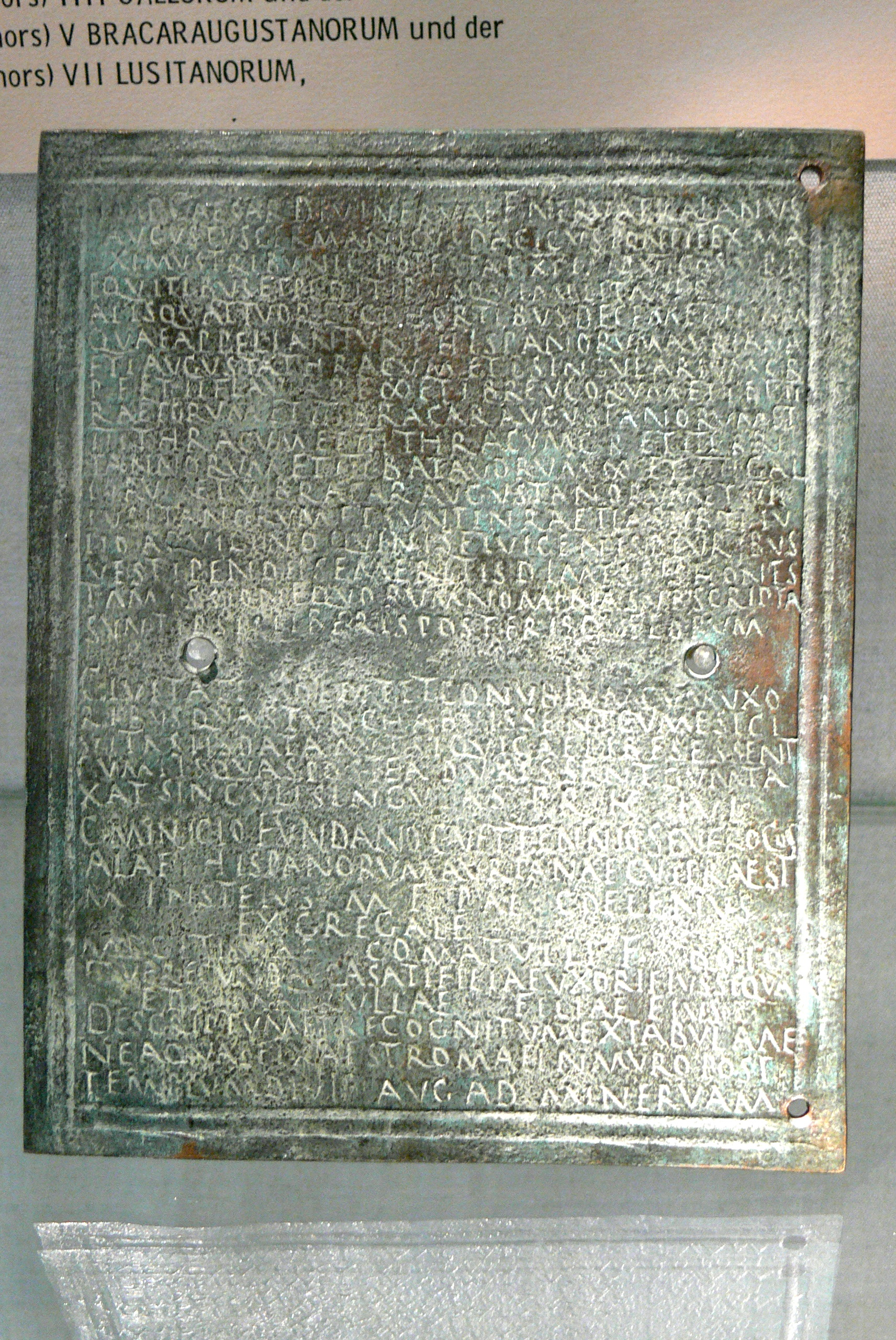
Das Militärdiplom des Mogetissa vom 30. Juni 107 n. Chr.

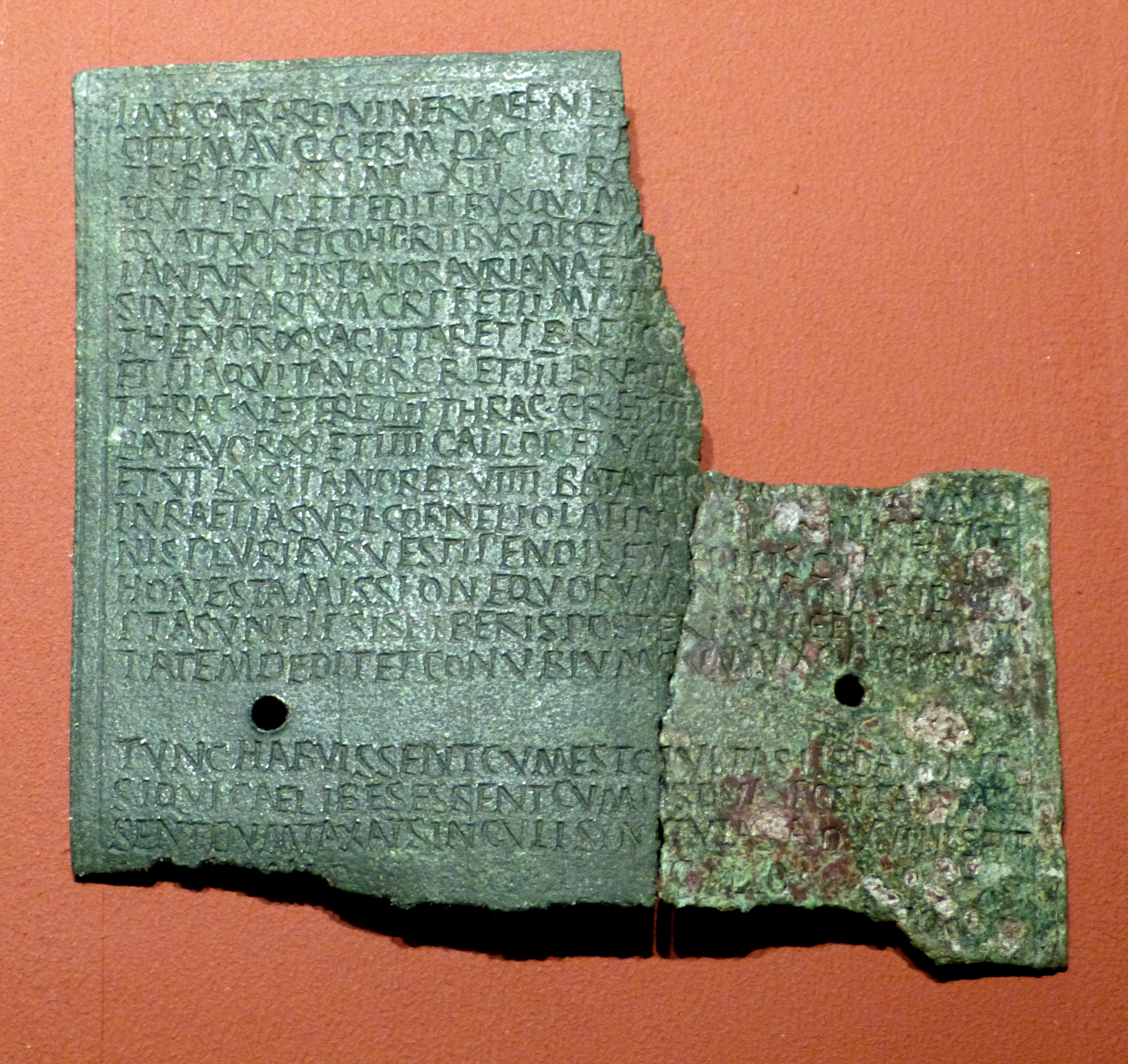
Eines der Diplome von 116

Die Cohors III Britannorum [Antoniniana] [equitata] (deutsch 3. Kohorte der Britannier [die Antoninianische] [teilberitten]) war eine römische Auxiliareinheit. Sie ist durch Militärdiplome, Inschriften und Ziegelstempel belegt.

## Namensbestandteile
- Britannorum: der Britannier. Die Soldaten der Kohorte wurden bei Aufstellung der Einheit auf dem Gebiet der römischen Provinz Britannia rekrutiert. Die in Britannien aufgestellten Hilfstruppeneinheiten haben drei unterschiedliche Bezeichnungen: Britannica, Britannorum und Brittonum. Die Gründe, warum unterschiedliche Bezeichnungen gewählt wurden, sind unklar.[1]

- Antoniniana: die Antoninianische. Eine Ehrenbezeichnung, die sich auf Caracalla (211–217) bezieht. Der Zusatz kommt in der Inschrift (CIL 03, 14111) vor.

- equitata: teilberitten. Die Einheit war ein gemischter Verband aus Infanterie und Kavallerie. Der Zusatz kommt in der Inschrift (CIL 03, 14111) vor.

Da es keine Hinweise auf den Namenszusatz milliaria (1000 Mann) gibt, war die Einheit eine Cohors (quingenaria) equitata. Die Sollstärke der Kohorte lag bei 600 Mann (480 Mann Infanterie und 120 Reiter), bestehend aus 6 Centurien Infanterie mit jeweils 80 Mann sowie 4 Turmae Kavallerie mit jeweils 30 Reitern.

## Geschichte
Die Kohorte wurde wahrscheinlich vor 69 n. Chr. aus der Provinz Britannia in die Provinz Raetia verlegt. Die Einheit nahm dann möglicherweise an der Niederschlagung des Helvetieraufstandes durch Aulus Caecina Alienus teil und zog in der Folge mit Caecina nach Norditalien. Nachdem sich Vespasian im Vierkaiserjahr als Sieger durchgesetzt hatte, wurde die Kohorte wieder nach Raetien verlegt.
Der erste Nachweis der Einheit in Raetia beruht auf einem Militärdiplom, das auf das Jahr 86 datiert ist. In dem Diplom wird die Kohorte als Teil der Truppen (siehe Römische Streitkräfte in Raetia) aufgeführt, die in der Provinz stationiert waren. Weitere Diplome, die auf 107 bis 166 datiert sind, belegen die Einheit in derselben Provinz.
Letztmals erwähnt wird die Einheit in der Notitia dignitatum mit der Bezeichnung Cohors tertia Brittorum für den Standort Abusina. Sie war unter der Leitung eines Tribuns Teil der Truppen, die dem Oberkommando des Dux Raetiae unterstanden.

## Standorte
Standorte der Kohorte in Raetia waren möglicherweise:
- Burgsalach: Die Einheit könnte zwischen 120 und 160 in dem großen Holz-Erde-Lager stationiert gewesen sein.
- Eining (Abusina): Inschriften und Ziegelstempel belegen die Anwesenheit der Einheit in Abusina. Darüber hinaus wird sie in der Notitia dignitatum für diesen Standort aufgeführt.
- Kumpfmühl: Das Kastell wurde möglicherweise um 69/70 durch die Einheit errichtet.

## Angehörige der Kohorte
Folgende Angehörige der Kohorte sind bekannt:

### Kommandeure
| - []idiu[s] Novatus, ein Präfekt (um 89) (AE 1994, 1392) - []nius Iunio[r]: er wird auf dem Diplom von 161/168 als Kommandeur der Kohorte genannt. - Casc[]: er wird auf dem Diplom von 156/157 als Kommandeur der Kohorte genannt. | - Clem(ens) oder Clem(entianus), ein Präfekt oder Tribun (CIL 3, 11947) - Fabius Faustinianus, ein Präfekt - Titus Flavius Felix, ein Präfekt |

### Sonstige
| - [], (CIL 3, 5954) - []us, ein Centurio (CIL 3, 14371,03) - []ius Festinus, ein Reiter (CIL 3, 5948) - Avitianus, ein Decurio (CIL 3, 14118) - Catavignus, ein Soldat (CIL 5, 7717) - Cl(audius) Marcus, ein Decurio (AE 2011, 863) - Emeritus, ein Fußsoldat oder Reiter - Firmus, ein Fußsoldat - Gesatus, ein Centurio (CIL 5, 7717) | - Ianuarius, ein Reiter (BVbl-1995-205) - L(ucius) Veter, ein Reiter (CIL 3, 14119) - Ninicus, ein Centurio - Paternus, ein Soldat (CIL 5, 7717) - Pr(imus), ein Centurio oder Decurio - Saturninus, ein Decurio (BVbl-1995-205) - Sextilius Statutus, ein Centurio - Ulp(ius) Lucilianus, ein Medicus ordinarius (CIL 3, 5959) |